# Pescocostanzo
Pescocostanzo ist eine italienische Gemeinde in der Provinz L’Aquila. Der Ort ist Teil der Hochebene „Altopiano delle cinque miglia“ und liegt innerhalb des Majella-Nationalparks. Die Gemeinde ist Mitglied der Vereinigung I borghi più belli d’Italia (Die schönsten Orte Italiens) und grenzt unmittelbar an die Provinz Chieti.
Hier wohnen 1086 Einwohner (Stand am 31. Dezember 2023). Die Nachbarorte sind Ateleta, Cansano, Palena (CH), Pettorano sul Gizio, Rivisondoli, Rocca Pia und Roccaraso.
Der Bahnhof von Pescocostanzo ist mit einer Höhe von 1268,82 m s.l.m. der zweithöchstgelegene des italienischen Schienennetzes. Nur der Bahnhof am Brenner an der Staatsgrenze zwischen Italien und Österreich ist noch höher gelegen.
Pescocostanzo besitzt eine Basilika (Basilica Santa Maria del Colle), die zu den schönsten Italiens gezählt wird. Aufgrund seiner Lage wird der Ort sowohl im Sommer wie auch im Winter touristisch stark genutzt.
|  |  |

## Söhne und Töchter des Ortes
- Zacharias Coccopalmieri (1719–1784), Geistlicher und Bischof von Umbriatico in Kalabrien
- Tarquinio Vulpes (1766–1836), Poet
- Ottavio Colecchi (1773–1848), Mathematiker und Philosoph
- Benedetto Vulpes (1783–1855), Mediziner
- Nunzio Federigo Faraglia (1841–1920), Historiker
- Diomede Falconio (1842–1917), Kardinal